# 白茅属
白茅属（学名：Imperata）是禾本科下的一个属，为多年生、直立、不分枝草本植物。该属共有10种，分布于热带和亚热带地区。
属名Imperata为纪念16世纪意大利植物学家Ferrante Imperato而创立。